# Bachmačská pamětní medaile
Bachmačská pamětní medaile je pamětní medaile zřízená 5. března 1948 jako připomínka třicátého výročí bitvy u Bachmače (březen 1918). Vznikl usnesením vlády, které bylo uveřejněno ve Věstníku ministerstva národní obrany č. 19 ze dne 13. března 1948.
Medaile je bronzová podle návrhu medailéra Jaroslava Hejduka.